# AirBaltic
Pour les articles homonymes, voir BTI.
airBaltic (Code AITA : BT ; code OACI : BTI) est la principale compagnie aérienne lettonne, basée à Rīga.
Elle dessert une soixantaine de destinations depuis sa base de Riga et a transporté plus de 3,08 millions de passagers en 2012[source insuffisante].

Air Baltic Corporation (airBaltic) est une société à capital fermé fondée en 1995. L'actionnaire principal est l'État letton qui détient 99,8 % des parts.

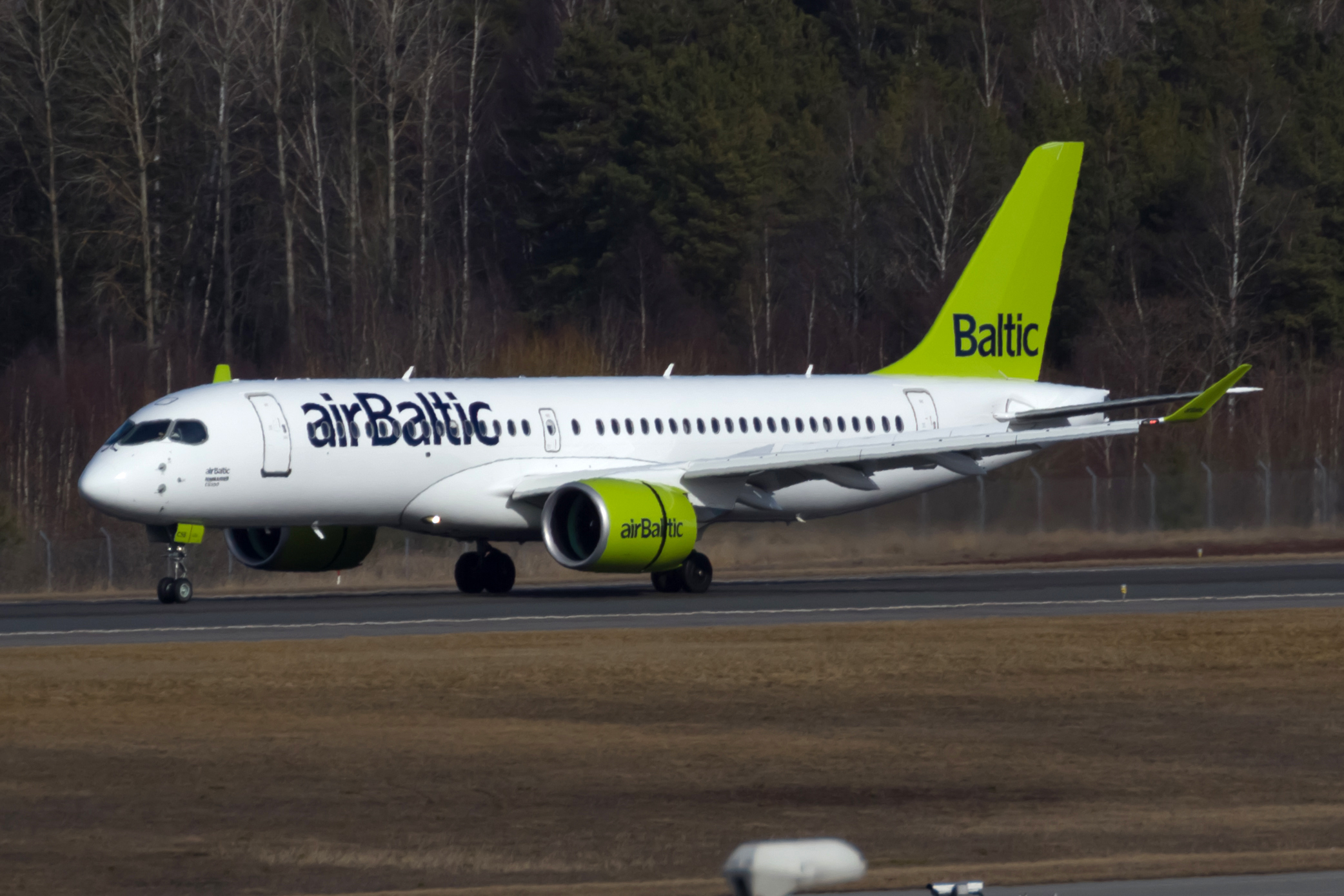
Airbus A220-300 d'AirBaltic

## Histoire
AirBaltic a été fondée en août 1995 comme coentreprise entre SAS Scandinavian Airlines et l’État Letton, le vol inaugural ayant lieu le 1er octobre depuis l’aéroport de Riga à bord d’un Saab 340. La compagnie devient partenaire du programme de fidélité de SAS en 1996, lance des activités de fret l’année suivante et reçoit son premier Fokker F50 en 1998, modèle qui remplacera les Saab à partir de 1999.
AirBaltic change de statut pour devenir société anonyme le 25 janvier 1999, l’actionnariat évoluant en octobre 2001 pour laisser 52,6 % du capital à la Lettonie, 47,02 % à SAS et 0,2 % à la compagnie aérienne russe Transaero. Elle a transporté son premier million de passager en juin de cette année, et dégage en décembre les premiers bénéfices de son histoire.
L’année 2003 voit airBaltic recevoir son cinquième F50 et son premier Boeing 737-500, et lancer la vente de billets sur internet. En 2004, elle ouvre une base à Vilnius, et sa flotte s’enrichit de cinq 737-500 et d'un F50, une nouvelle livrée étant adoptée. AirBaltic transporte pour la première fois de son histoire un million de passagers en douze mois, un cap franchi le 15 décembre 2005. Sa flotte compte alors sept 737 et neuf F50. 

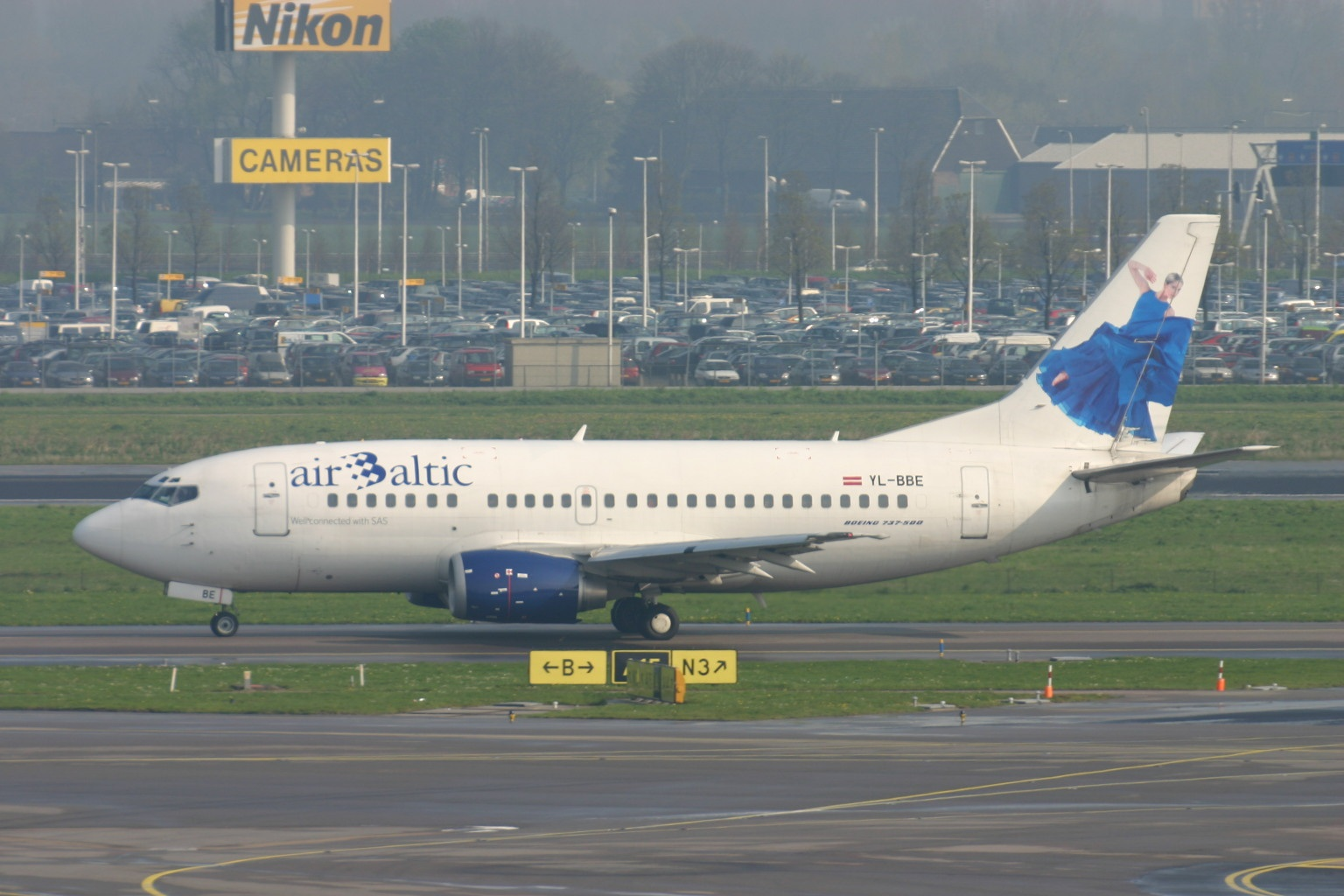
Boeing 737 avec l'ancienne livrée d'AirBaltic en 2005

En mars 2008, la compagnie annonce l’acquisition de ses premiers avions long-courriers, des Boeing 757-200, et de nouveaux Bombardier Q400 dans ce qu’elle appelle la plus grande expansion de flotte de son histoire. En juin, elle opère deux 757, dix 737-500, six 737-300 équipés de winglets et huit F50. AirBaltic dépasse en 2010 la barre des trois millions de passagers.
SAS Scandinavian a revendu ses parts en janvier 2009 à la société Baltic Aviation System (BAS), détenue en totalité par le PDG Bertolt Flick. Celui-ci transfert en décembre 2010 la moitié du capital de BAS vers les Bahamas, alors même que la compagnie aérienne accumule des pertes de 47 millions d’euros. Des rumeurs de corruption font surface, les ministres lettons intervenant dans la dispute entre actionnaires. En octobre 2011, le PDG est poussé à la démission après avoir annoncé un plan de licenciements pour la moitié des employés et supprimé quelque 700 vols. L’état accepte de renflouer airBaltic et nomme à sa tête Martin Gauss, ancien dirigeant de Malev, puis prend le contrôle en novembre de 99,8 % du capital à la suite de la faillite d’une banque impliquée dans le financement de BAS. Le gouvernement affiche son intention de rendre airBaltic profitable dès 2014.
En décembre 2012, airBaltic confirme la commande ferme de dix Bombardier  CS300 et autant en option. En avril 2013, la compagnie annonce être en avance sur son programme de retour aux profits, avec une réduction des pertes nettes annuelles de 121,5 à 27,2 millions d’euros en 2012.
airBaltic renoue avec les profits sur son exercice 2014, dégageant près de 10,66 millions d'euros de bénéfices.
Le 22 mai 2015, à la suite de l'arrêt d'Air Lituanica, la compagnie reprend les lignes abandonnées par cette dernière.La compagnie est visée par une plainte pour pratiques commerciales trompeuses de greenwashing en compagnie de 16 autres compagnies par 22 associations européennes de consommateurs en juin 2023. 

### Partage de codes
En octobre 2023, airBaltic a passé des accords de partage de code avec les 23 compagnies suivantes :
- Aegean Airlines
- Air France
- Air Malta
- Air Serbia
- Austrian Airlines
- Azerbaijan Airlines
- British Airways
- Brussels Airlines
- CSA Czech Airlines
- Emirates
- Georgian Airways
- Iberia Líneas Aéreas de España
- Icelandair
- ITA Airways
- KLM Royal Dutch Airlines
- LOT Polish Airlines
- Lufthansa
- Scandinavian Airlines System
- TAP Air Portugal
- Tarom
- Turkish Airlines
- Ukraine International Airlines
- Uzbekistan Airways

## Flotte

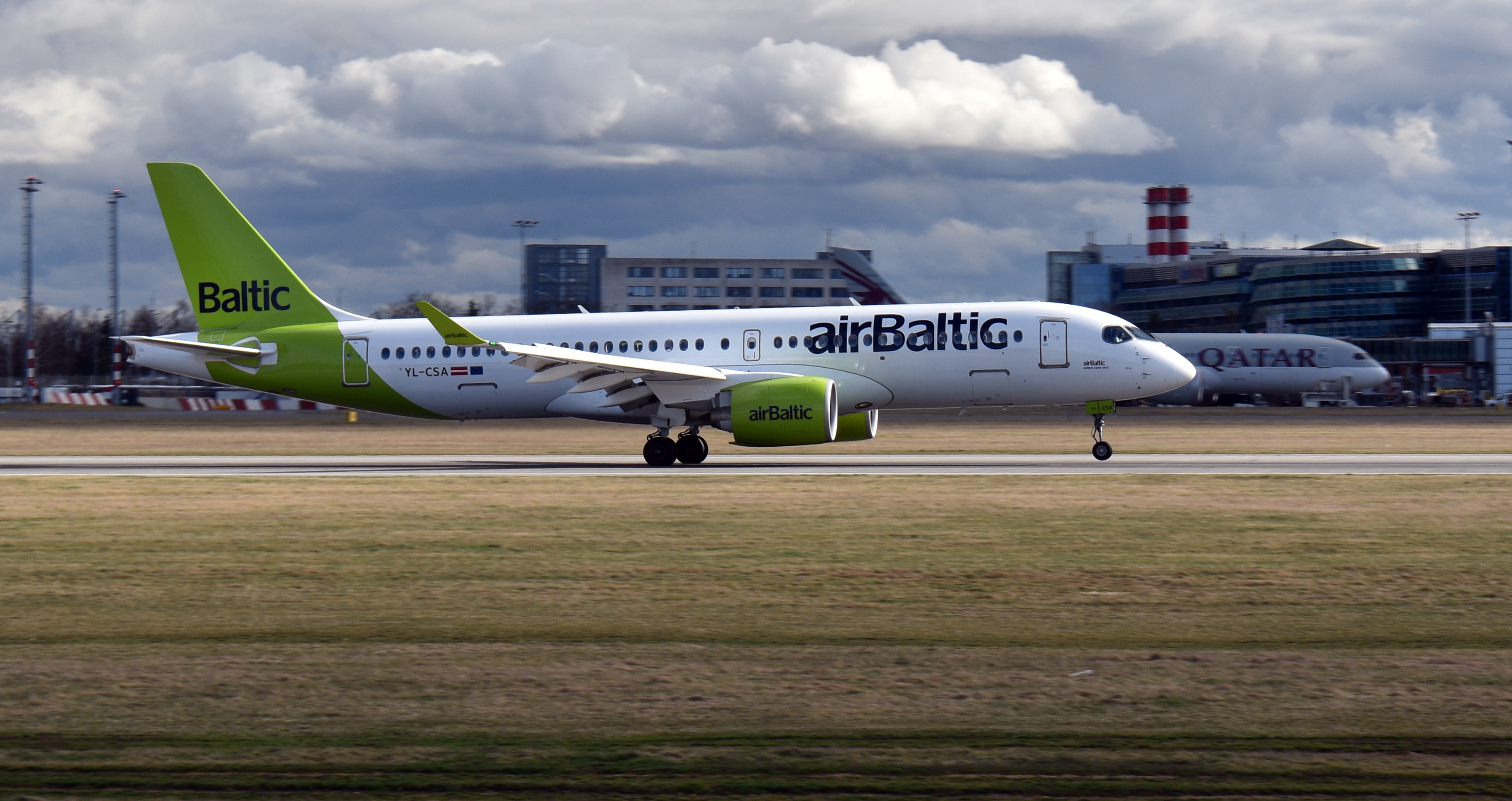
Airbus A220 d'AirBaltic

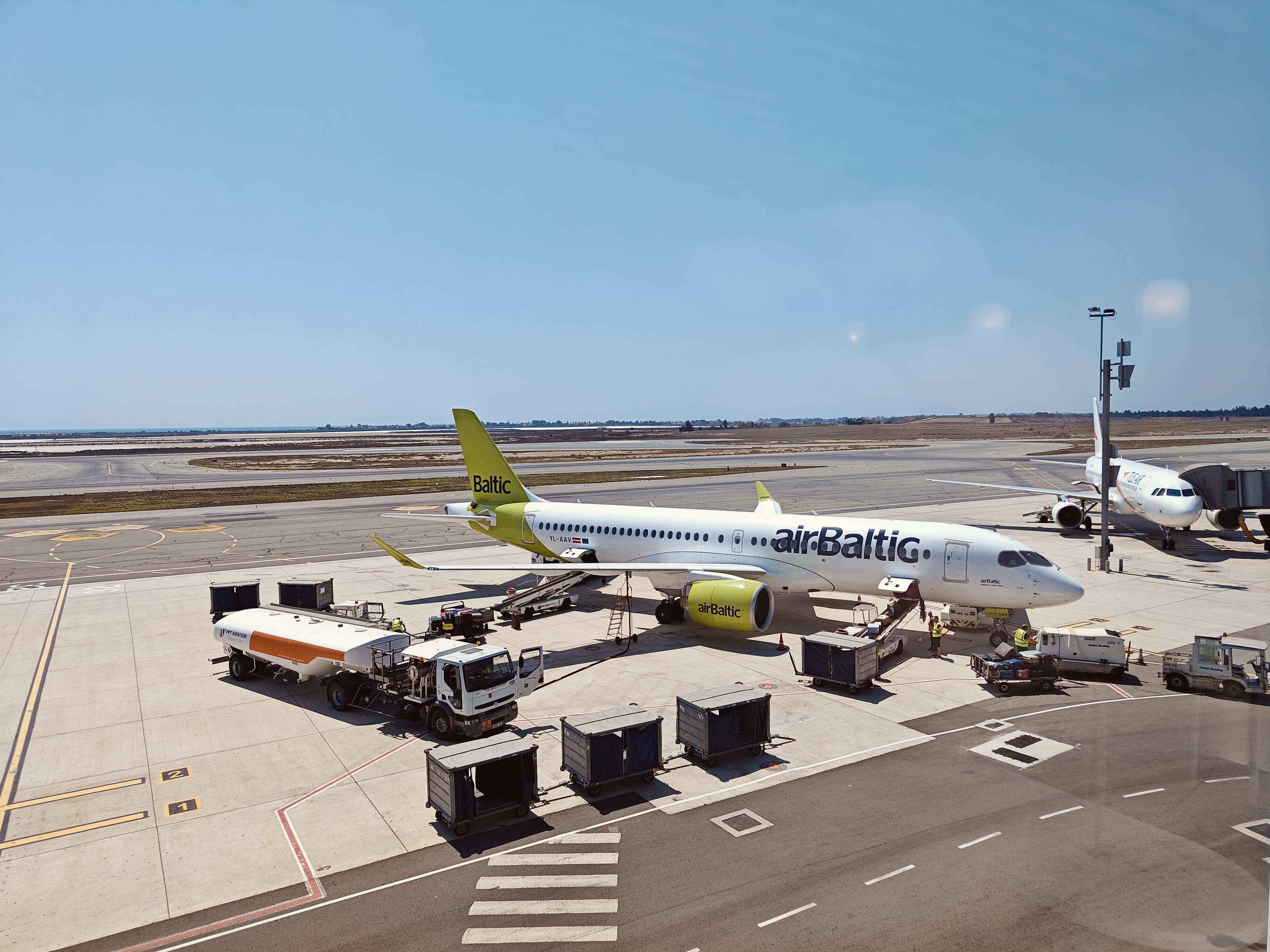
Airbus A220 d'AirBaltic à l'aéroport de Larnaca

La flotte d'airBaltic est composée d'un seul type d'appareil l'Airbus A220-300 produit par Airbus à Mirabel au Canada. Il peut contenir 145 passagers dans la version d'airBaltic ce qui correspond à une densité standard. Commandés en 2018 à 30 unités, puis en commande 30 supplémentaires en mai 2018 (+15 options et 15 droits d'achat). Ils seront dès 2020 au lieu de 2021 le seul type d'appareil exploité par AirBaltic, qui est le plus grand opérateur européen d'A220-300.
En octobre 2023, la flotte d'Air Baltic se compose des avions suivants :

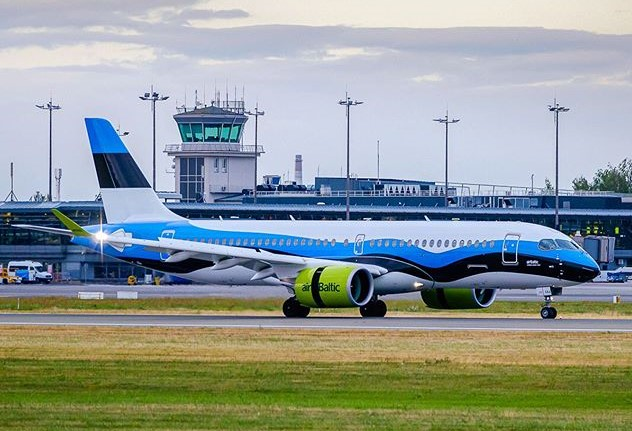
A220 avec une livrée spéciale aux couleurs de l'Estonie

5 A220-300 en livrée spéciale. (2 aux couleurs de la Lettonie, 1 de l'Estonie, et 1 de la Lituanie).
- YL-CSJ (Estonian Flag Livery)
- YL-CSK (Lithuanian Flag Livery)
- YL-CSL et YL-ABN (Latvian Flag Livery)
- YL-ABX (Baltic Heritage Livery)

Flotte historique
| Appareil                  | Introduit | Retiré | Remplaçant      | Notes                                                   |
| Airbus A319-100           | 2013      | 2014   | -               | Loué et exploité par Czech Airlines pendant 3 mois      |
| Avro RJ70                 | 1996      | 2005   | Boeing 737-500  |                                                         |
| British Aerospace 146-200 | 1995      | 1996   | -               | Loué pour 3 mois                                        |
| Boeing 737-300            | 2007      | 2020   | Airbus A220-300 | Retraité anticipé en raison de la pandémie de COVID-19. |
| Boeing 737-500            | 2003      | 2019   | Airbus A220-300 | Le dernier 737-500 a été retiré le 30 novembre 2019.    |
| Boeing 757-200            | 2008      | 2014   | -               |                                                         |
| Bombardier Dash 8 Q400    | 2010      | 2020   | Airbus A220-300 | Retraité anticipé en raison de la pandémie de COVID-19. |
| Fokker 50                 | 1998      | 2013   | Bombardier Q400 |                                                         |
| Saab 340                  | 1995      | 1999   | Fokker 50       |                                                         |

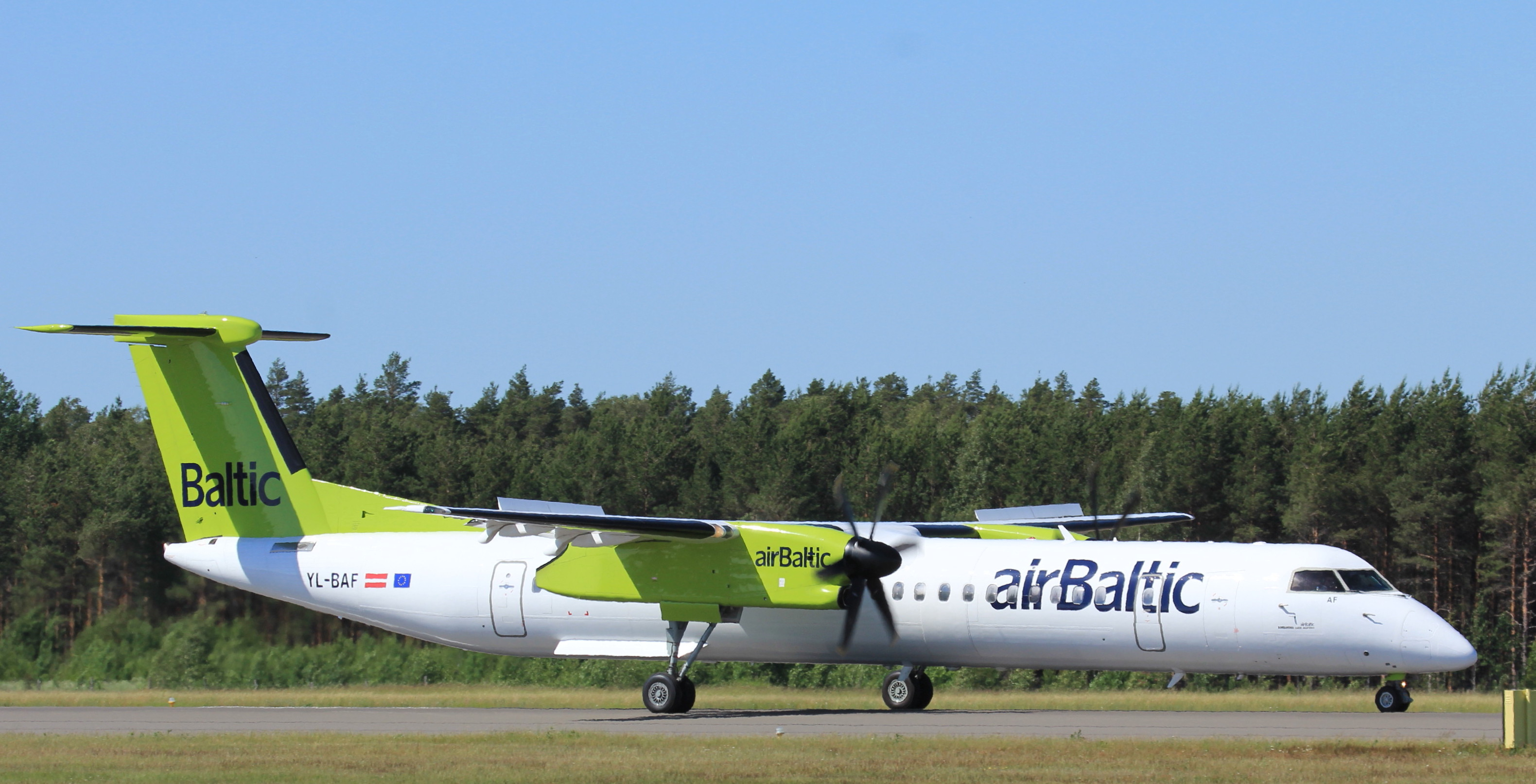
DHC-8-Q400
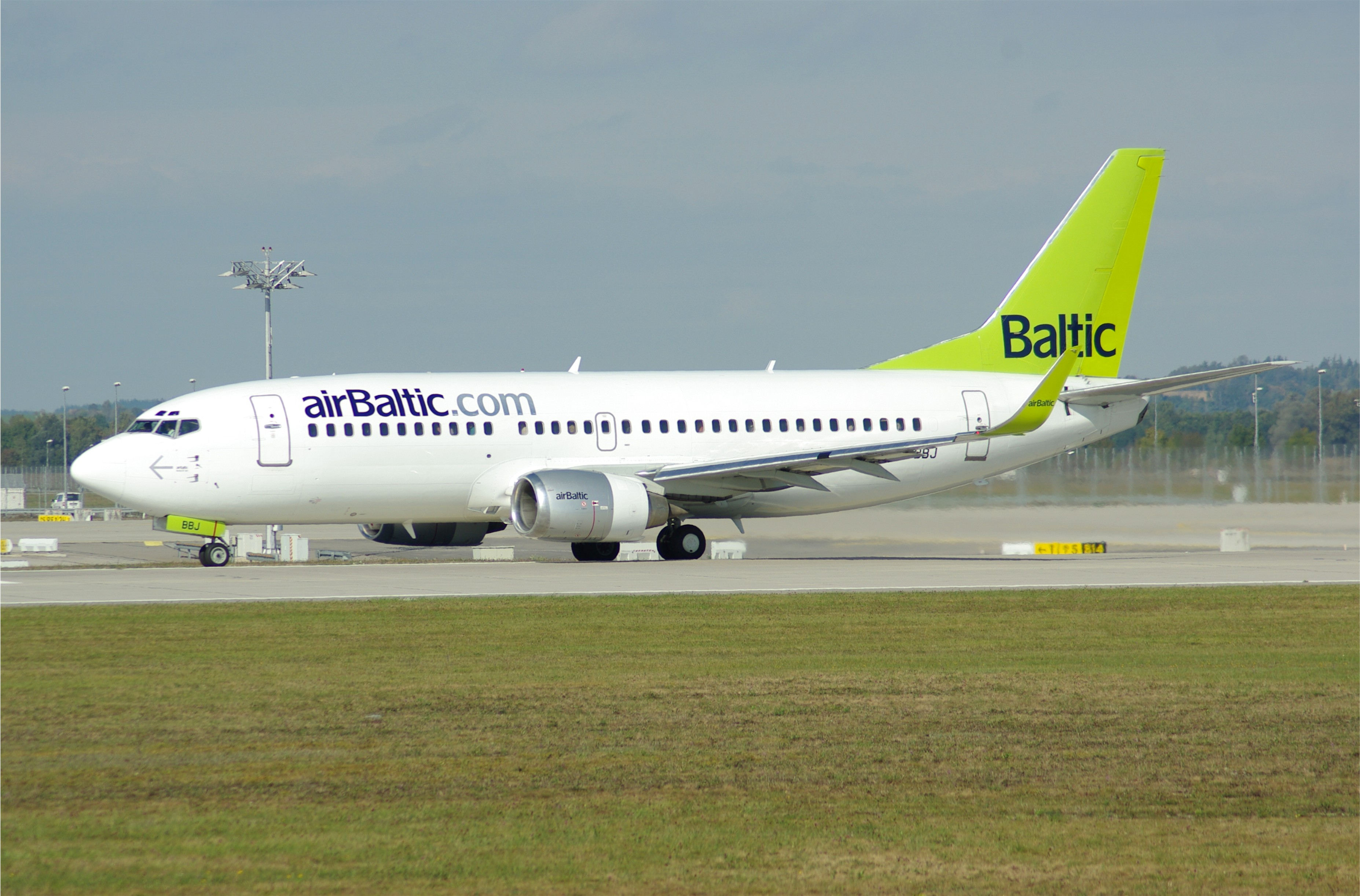
Boeing 737-300
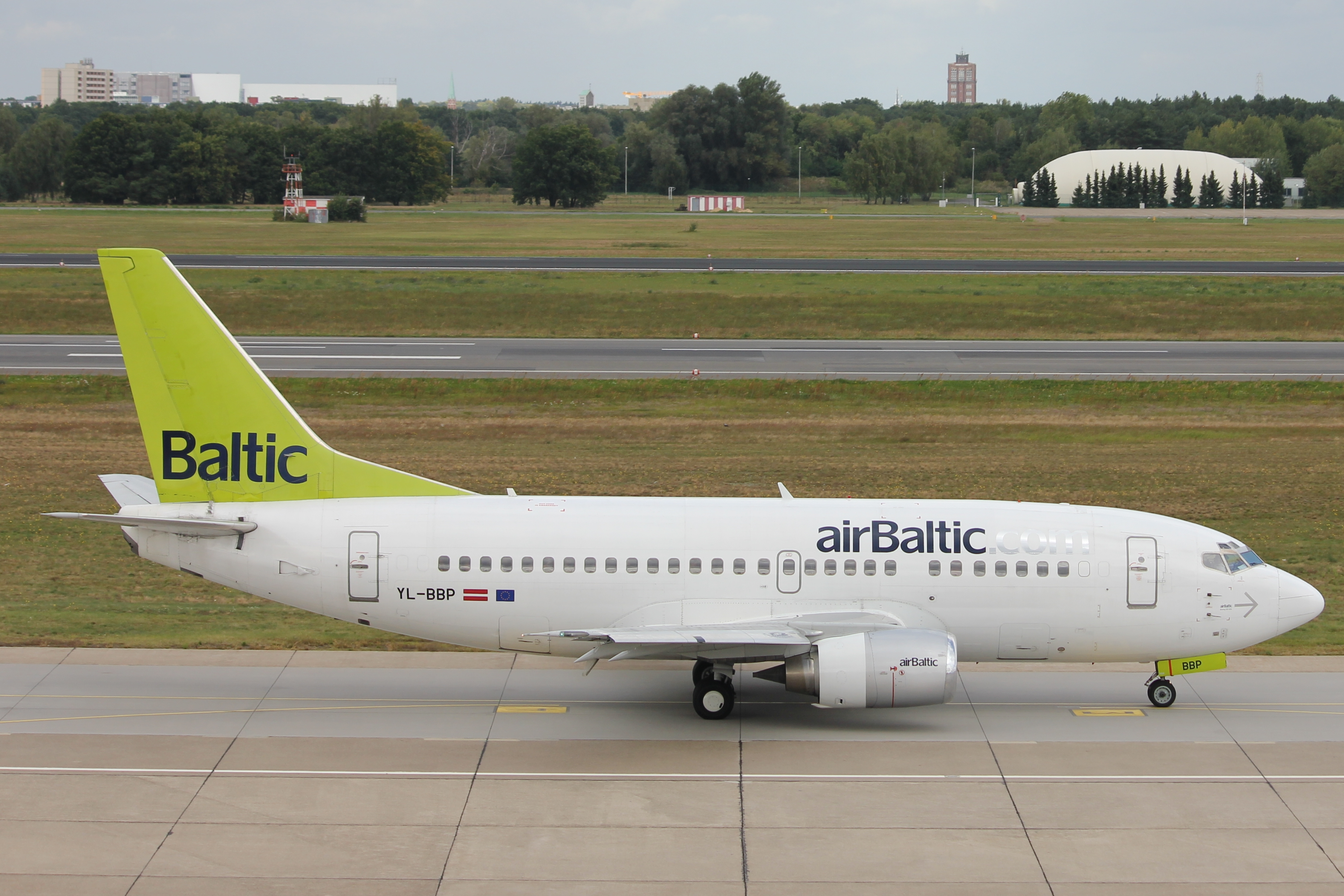
Boeing 737-500
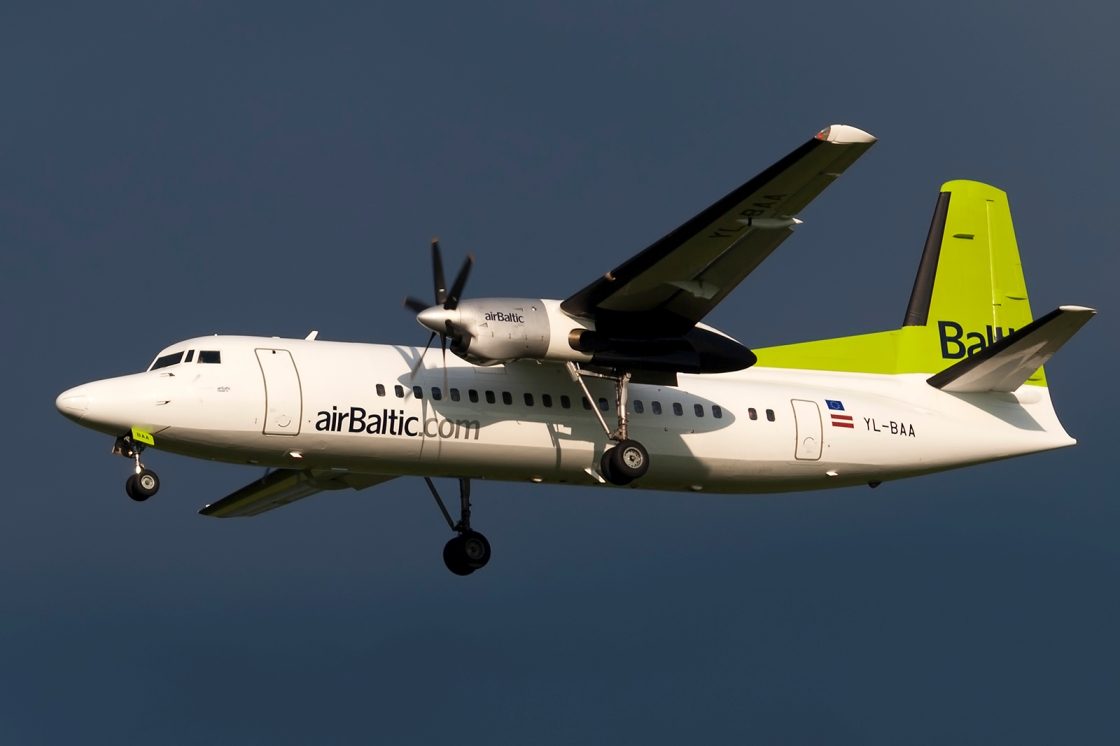
Fokker 50
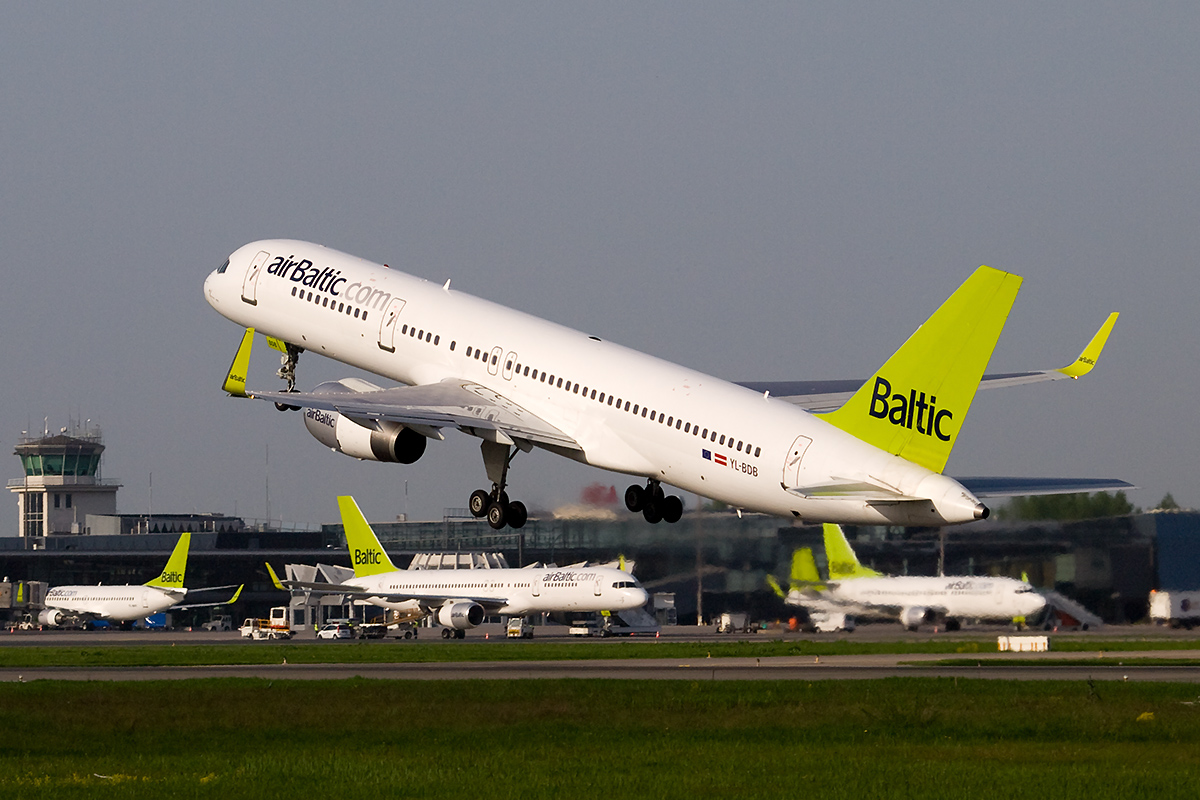
Boeing 757-200 à Riga

## Commandes
Le 28 mai 2018, la compagnie commande 30 CS300, plus 15 options et 15 droits d’achat. Les avions s’ajoutent à la première commande pour 20 CS300 et la nouvelle commande est livrable à partir de 2019. Ainsi, Air Baltic devient le deuxième plus gros client du programme C séries, après Delta (75 CS100 en commandes, 50 options) et affirme sa volonté de passer à une flotte tout CS300.

## Politique commerciale
AirBaltic peut être comparée à une compagnie aérienne à bas coûts en ce qui concerne sa politique de bagages et de services à bord. En effet, même si cette pratique tend à se généraliser, le prix du billet n'inclut que le bagage en cabine : le bagage en soute est donc aux frais du passager (20 € lors de la réservation en ligne, 30 € pour un ajout après réservation, 40 € à l'aéroport - tarifs été 2013). La carte d'embarquement doit être imprimée pour se présenter à l'aéroport, sinon 10 € sont facturés. Concernant les services à bord, toute consommation est à la charge du passager et aucune « collation » n'est prévue[source secondaire souhaitée].